# كالفن ميرفي
كالفن ميرفي (بالإنجليزية: Calvin Murphy) مواليد 9 مايو 1948 في نوروولك، هو لاعب كرة سلة أمريكي سابق أصبح مدرباً بدأ مسيرته الاحترافية في سنة 1970 ولعب لمدة ثلاثة عشر عاما مع فريق هيوستن روكتس في الرابطة الوطنية لكرة السلة. يبلغ طوله 5 قدم 9 بوصة (1.8 م). اعتزل اللعب في 1983.

## روابط خارجية
- كالفن ميرفي على موقع IMDb (الإنجليزية)
- كالفن ميرفي على موقع إن إن دي بي (الإنجليزية)
- كالفن ميرفي على موقع إن بي أي (الإنجليزية)
- كالفن ميرفي على موقع سبورتس رفرنس (الإنجليزية)
- كالفن ميرفي على موقع كلية كرة السلة في سبورتس رفرنس.كوم (الإنجليزية)
- كالفن ميرفي على موقع ريلجم (الإنجليزية)
- كالفن ميرفي على موقع بروبوليرز (الإنجليزية)
- كالفن ميرفي على موقع قاعة المشاهير الجامعة الوطنية لكرة السلة (الإنجليزية)
- كالفن ميرفي على موقع سبورتس رفرنس (الإنجليزية)